# Mordvinok
A mordvin a magyarok, a finnek és az észtek után lélekszámban a negyedik legnagyobb finnugor nyelvű nép, ha két népcsoportját, az erzát és a moksát egy népnek lehet tekinteni.
Az erzák, akik körülbelül kétszer annyian vannak, mint a moksák, Mordvinföldön keletre, északkeletre, a moksák nyugatra, délnyugatra élnek az Inszar és Moksa folyók vidékén. Ez a törzsterületük, ahonnan különböző történelmi okok miatt a 16. századtól java részük szétszóródott. Jelenleg a mordvinok mintegy 40%-a él Mordvinföld területén. A többi részük szórványokban található Ukrajnától egészen a Szahalin szigetig.

## Számuk
A mordvinok száma Oroszország közigazgatási egységein belül, 2010-ben:
| Régió                        | A mordvinok száma (fő) | A mordvinok aránya (%) |
| ---------------------------- | ---------------------- | ---------------------- |
| Mordvinföld                  | 333 112                | 40                     |
| Szamarai terület             | 65 447                 | 2,1                    |
| Penzai terület               | 54 703                 | 4,1                    |
| Uljanovszki terület          | 38 977                 | 3,2                    |
| Orenburgi terület            | 38 682                 | 1,9                    |
| Baskíria                     | 20 300                 | 0,5                    |
| Tatárföld                    | 19 156                 | 0,5                    |
| Nyizsnyij Novgorod-i terület | 19 138                 | 0,6                    |
| Moszkvai terület             | 18 678                 | 0,3                    |
| Moszkva                      | 17 095                 | 0,2                    |
| Csuvasföld                   | 13 014                 | 1,1                    |
| Cseljabinszki terület        | 12 147                 | 0,4                    |
| Szaratovi terület            | 10 917                 | 0,4                    |

A két nagy népcsoporton kívül a mordvinokhoz kulturális-történelmi értelemben még két kisebb is kapcsolódik: a Nyizsnyij Novgorod-i területen élő mintegy tízezer, ma már oroszul beszélő terjuhán és a Tatárföldön lakó, tatárul beszélő karatájok.
1989-ben a két nagyobb népcsoport együttes lélekszáma 1 073 000 volt az Oroszországi Föderációban, a mordvin nyelvet 69%-uk használta. A többiek legtöbbször már egymással is oroszul beszélnek erza vagy moksa öntudatuk mellett. Az erzák és moksák magukat ritkán engedik mordvinként emlegetni.

## Gyors népességfogyás

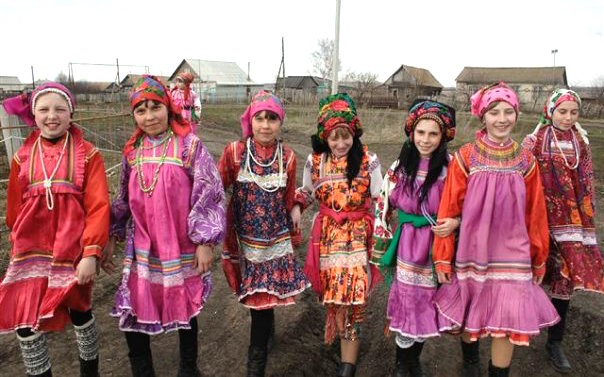
Fiatal moksa lányok viselete

Az újabb népszámlálási adatok a mordvinok veszedelmes mértékű népességfogyását mutatják: 2002-ben már csak 845 000 ember vallotta magát mordvinnak, ami 13 év alatt 21%-os csökkenést jelez. Ebben az ütemben a mordvinok létszáma 2093-ra 182 000-re csökkenhet (ami még mindig jobb helyzet, mint más oroszországi finnugor népek – mint a karjalai, a vepsze, a szölkup, a nganaszan vagy az enyec – esete, amelyek ezen az időtávon az előretekintő statisztikák szerint a kihalás szélére, vagy azon is túl kerülhetnek).
Ilyen háttérrel csak mérsékelten jó jel, hogy a mordvinok közt a mordvin nyelveket beszélők aránya 2002-re 73%-ra emelkedett. A Mordvin Köztársaság rendelkezik nyelvtörvénnyel, amelyet sok huzavona és a köztársaságban többséget képező oroszok jelentős ellenállása után fogadott el a parlament, a törvény azonban sok kibúvót hagy a nyelvvédelmi politika alól, a hozzá kapcsolódó kulturális program pedig inkább a nyelv kutatásával foglalkozik, mint megőrzésével és terjesztésével.

## Táplálkozási szokásaik
A hagyományos mordvin konyha elsősorban a földművelés és az állattartás termékeit hasznosította. A mindennapi ételek legfontosabbikát, a kenyeret savanyított rozstésztából sütötték, a lepényeket pedig keletlen tésztából. A kásával töltött pirogok és a kelt tésztából sütött palacsinta nagyon közkedveltek voltak. Hétköznap általában kásaféléket és más növényi eredetű ételeket fogyasztottak. Húst keveset ettek (legalábbis jóval kevesebbet mint napjainkban), elsősorban marhát, vagy rituális céllal lóhúst. Friss tejet nem igazán ittak, inkább feldolgozott tejtermékeket fogyasztottak. Nagyon népszerű volt a savanyított tej. Ittak búza erjesztésével készült kvaszt, valamint mézsört is. A szertartások elengedhetetlen étele volt a búzadaraából főzött kása. Esküvőkre pirogot készítettek, amit tyúkhússal töltöttek meg, mellé, az asztalra pedig termékenységi szimbólumként főtt tojást tettek. Az esküvőkön felszolgáltak még halat, ami ugyancsak a termékenység szimbóluma volt, és lepényt, ami a napot szimbolizálta, a házas élet védelmezőjeként.